# Doppelmayr/Garaventa Group
Doppelmayr/Garaventa Group — міжнародний виробник канатних доріг і піплмуверов для гірськолижних зон, міського транспорту, парків розваг і систем транспортування матеріалів. 
Станом на 2019 рік група створила понад 15 000 мереж у 96 країнах. 
 
Doppelmayr/Garaventa Group була створена у 2002 році, коли Doppelmayr з Вольфурта, Австрія об’єдналася з Garaventa AG зі Швейцарії, щоб створити найбільшого у світі виробника канатних доріг. 

## Історія
Компанія Doppelmayr була заснована у Вольфурті, Австрія, в 1892 році (спочатку як Konrad Doppelmayr & Sohn) і виробляла канатні дороги з 1937 року.  
Garaventa була заснована в 1928 році. 

У 1967 році Артур Доппельмайр, онук засновника Конрада Доппельмайра та син австрійського бізнесмена Еміля Доппельмайра, став керуючим директором компанії. 
Оскільки лижний спорт швидко поширювався в усьому світі протягом останньої половини 20-го століття, Артур очолив і заснував компанію канатних доріг у Форарльберзі як світового лідера. 
У 1996 році Doppelmayr Holding AG придбала компанію Von Roll Seilbahnen AG , швейцарського виробника гондольних підйомників, крісельних підйомників і канатних доріг. 
У 2002 році Доппельмайр придбав CWA, швейцарського виробника кабін для гондол і канатних доріг. 
Злиття Doppelmayr і Garaventa було оголошено у 2001 році та завершено у 2002 році.

## Підрозділи
Група Doppelmayr Garaventa управляє різними дочірніми компаніями по всьому світу, які виробляють канатні дороги під брендами Doppelmayr і Garaventa. 
Сім із них відповідають за виготовлення деталей 
,
а саме Doppelmayr Seilbahnen GmbH (Австрія), Garaventa AG (Швейцарія), Doppelmayr Canada Ltd., Sanhe Doppelmayr Transport Systems Co., Ltd. (Китай), Doppelmayr France SAS, Doppelmayr Italia Srl і Doppelmayr USA, Inc. 

Основна продукція компанії: канатні дороги, фунікулери, гондольні підйомники, знімний крісельний підйомник, крісельні підйомники з фіксованим захватом та наземні підйомники. 
Компанія розробила трикабельний гондольний підйомник "3S", придбавши технологію у Von Roll Seilbahnen, і побудувала підйомники, включно з тими, що знаходяться в Кітцбюелі (Австрія), Кобленці (Німеччина) і Вістлер-Блеккомб (Канада).

### Канатна дорога Doppelmayr
Doppelmayr Cable Car GmbH 

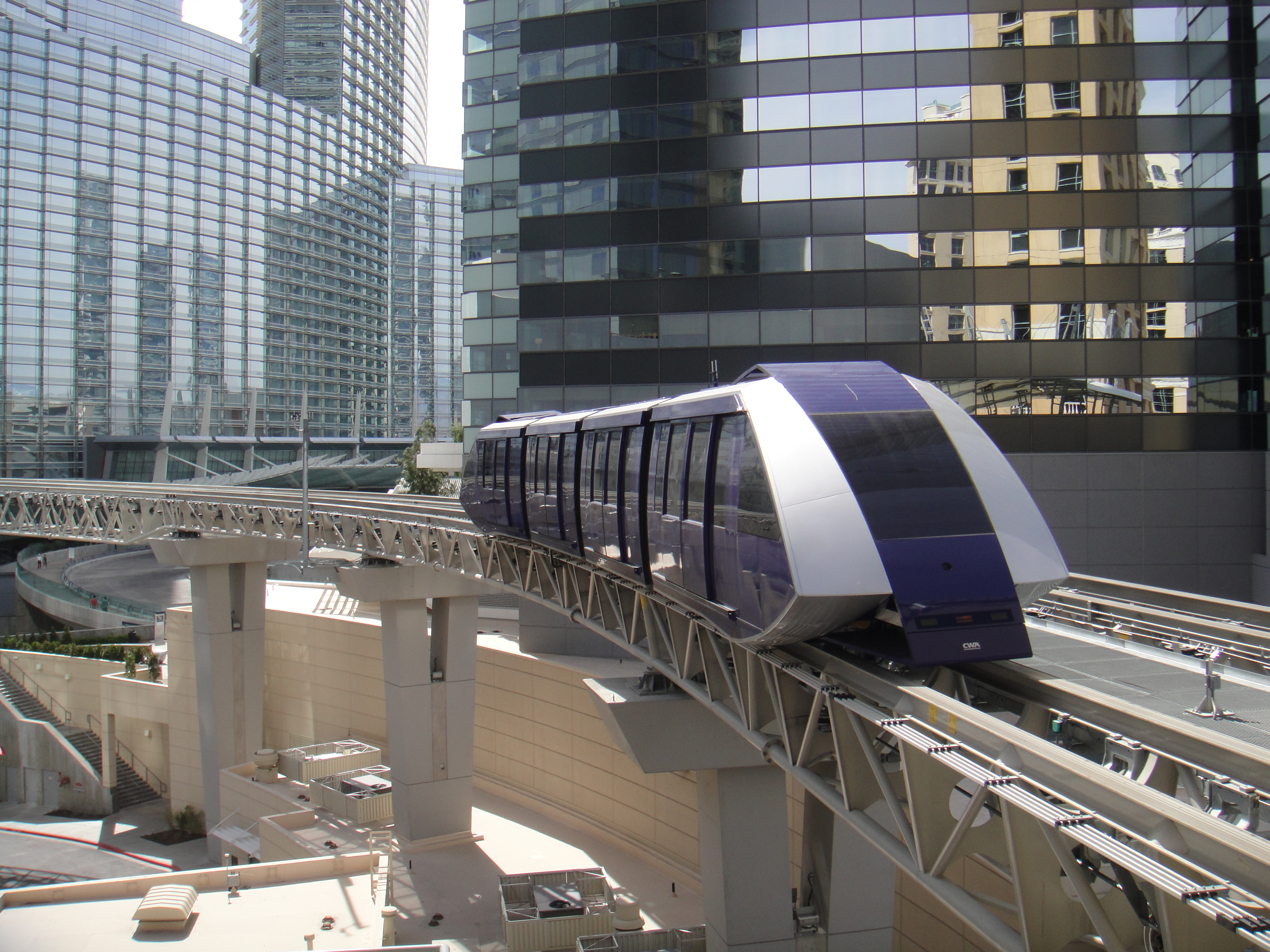
Aria Express у Лас-Вегасі, США

виробляє автоматизовані транспортні засоби. 
Їх основним продуктом є канатна система Cable Liner, що використовується в аеропортах, центрах міст, інтермодальних пасажирських транспортних сполученнях, об’єктах паркування й перевезення, кампусах, курортах і парках розваг. 
Компанія є дочірньою компанією Doppelmayr Garaventa Group 
, 
заснованої Doppelmayr в 1996 році. 
До 2019 року дочірня компанія називалася DCC Doppelmayr Cable Car.
Перше встановлення було завершено Mandalay Bay Tram у Лас-Вегасі в 1999 році. 
У 2003 році, після того, як перша у світі транспортна система маглев (відкрита в 1984 році в міжнародному аеропорту Бірмінгема) прийшла в занепад, DCC встановив «AirRail Link» на заміну маглеву та тимчасових автобусів, що працювали з 1995 року. 

Компанія має контракти на експлуатацію деяких мереж, що вона будує. 

### Транспортні технології Doppelmayr
Doppelmayr Transport Technology GmbH 

розробляє та продає системи канатних доріг для переміщення матеріалів. 
Спочатку ці мережі були схожі на канатні дороги та крісельні підйомники, призначені для людей, але оснащені спеціально розробленими несучими. 
На початку 2000-х років компанія Doppelmayr розробила канатну дорогу RopeCon для переміщення матеріалів з тросовим приводом. 
RopeCon — конвеєрна мережа, яка може транспортувати матеріали на великі відстані з невеликим порушенням ґрунту. 
Такі установки є в Папуа-Новій Гвінеї, Ямайці, Судані, Швейцарії та Австрії.

### CWA Constructions
CWA Constructions SA з Ольтена, Швейцарія, була придбана компанією Doppelmayr у 2001 році. 
Дочірня компанія виробляє кабіни, такі як гондоли та кабіни для перевезення людей, для більшості установок групи Doppelmayr Garaventa, а також для систем, створених іншими виробниками.

### Frey AG Stans
Компанія Frey AG Stans була заснована в 1966 році та була придбана Doppelmayr Garaventa Group у квітні 2017 року. 
Дочірня компанія виробляє різні електричні компоненти та системи керування для канатних доріг.

### Gassner Stahlbau
Gassner Stahlbau GmbH є дочірньою компанією в Бюрсі, Австрія, яка виробляє сталь для пілонів, крісел і підвісок, а також різні пластикові деталі. 
Gassner Stahlbau виробляє запчастини для Doppelmayr з 1969 року 
 
і пізніше була придбана Doppelmayr.

### Input Projektentwicklungs GmbH
Підрозділ Input Projektentwicklungs GmbH виробляє гірські системи та атракціони 
, 
такі як експериментальні американські гірки Mountain Glider у Валібі, Бельгія. 
З цим проектом виникли проблеми, і врешті атракціон було видалено.

### Liftbyggarna
У грудні 2013 року шведський підрозділ компанії Doppelmayr Scandinavia AB придбав шведського виробника ліфтів Liftbyggarna AB, який зберіг власний окремий бренд. 
Компанія була спочатку заснована в 1952 році. 

### LTW Intralogistics
LTW Intralogistics виробляє автоматизовану складську техніку.